# ソルフィン・ソルザルソン

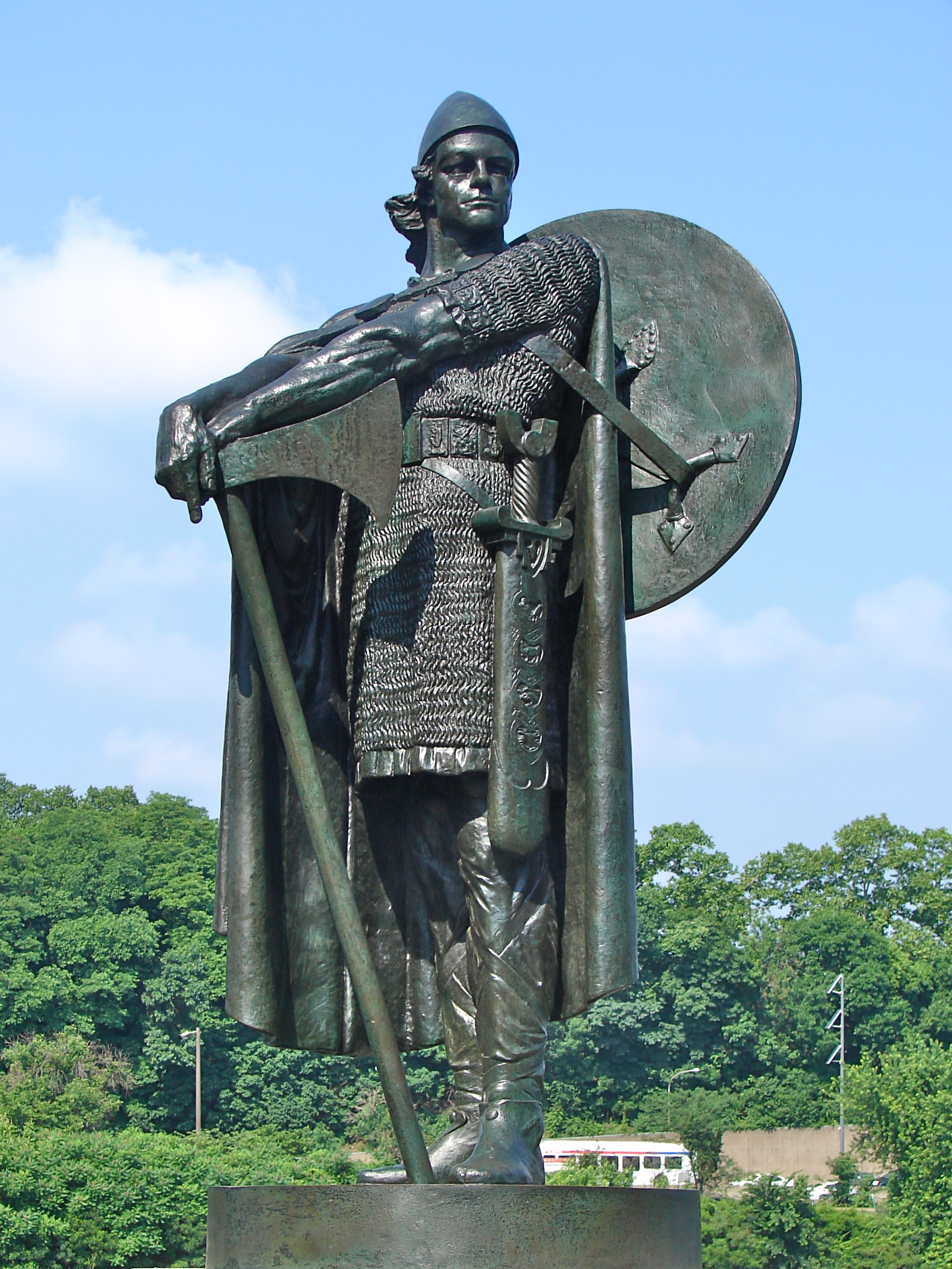
フィラデルフィアにあるソルフィン・カルルセヴニの像（Einar Jónsson作、1918年）

ソルフィン・カルルセヴニ・ソルザルソン（またはソルフィンヌル・カルルスエヴニ・ソルザルソン; 古ノルド語：Þorfinnr Karlsefni Þórðarson, アイスランド語：Þorfinnur Karlsefni Þórðarson, 英：Thorfinn Karlsefni Thordarson, 970年 - ?）は、アイスランドの商人あるいは探検者。
1010年頃、約60人または160人の移民を率いて、レイフ・エリクソンが発見した新大陸ヴィンランドへの航路をたどり定住計画を企てた。この試みは数年のみで長続きはしなかった。
ソルフィンの遠征の前に、ヴィンランド遠征は5回試みられた。1回目の試みは赤毛のエイリークの子であるレイフが行い、2回目の試みはソルヴァルドが行った。それに次ぐ3回目の試みはソルステインが行ったが到達できず、その冬にグリーンランドにて病に倒れ死亡し、失敗となった。
このソルステインの未亡人であるグズリーズと結婚したソルフィンは、4回目の試みを行い、レイフとソルヴァルドに次ぐ3回目の成功を果たすことになる。その後も遠征は続けられ、レイフの異母姉妹フレイディースが遠征したとされている。
ソルフィンとグズリーズの夫妻がヴィンランドに逗留中、子であるスノッリが生まれた。

## 経歴
ソルフィンの生涯、その出自や家系、遠征や後日談などについては、『グリーンランド人のサガ』と『赤毛のエイリークのサガ』に記される（2編を総じて英語圏では「ヴィンランド・サガ」と称す）。

### グリーンランド
アイスランドの商人ソルフィンは、交易の荷を積んだ船でグリーンランドに到来し、そこでソルビョルンの娘グズリーズと出会う。グズリーズは、赤毛のエイリークの息子のひとりソルステイン・エイリークソンの未亡人であった。その後、ソルフィンは彼女と結婚した。
グズリーズは、義兄のレイフのもと、ブラッターフリーズの地所に身を寄せていた。この地所はエイリークが1003年頃に疫病で没した後、レイフに相続されていたが、『赤毛のエイリークのサガ』では、まだこのとき存命のままグズリーズを自分の敷地に迎え入れたことになっている。

### ヴィンランド
ソルフィンは、葡萄（「ヴィーン」）が豊富ゆえに名づけられたという新天地ヴィンランド（ニューファンドランド島ないし北アメリカ大陸東部）への移民を目指すという重大な決断をくだすわけだが、『グリーンランド人のサガ』では、これは妻のグズリーズが強い主張したことによるとされる。レイフはヴィンランドへの1回目の遠征のときに建てた家屋をソルフィンたちに借用するのは許可したが、それをまるまる譲り渡すことは渋っていた。ソルフィンたちの移民団は、『グリーンランド人のサガ』によれば、男60人と女5人を率いた構成であるが、『赤毛のエイリークのサガ』では、ソルフィンの船、スノッリの船、ビャルニとソルハルの船、の三隻で160人を率いて出立したとされている。そしてレイフやその弟のソルヴァルドが、その前の遠征で確立した航路をおおよそたどってヴィンランドへ向かったとされる。
ソルフィンたちの遠征は成功し、ヴィンランドで暮らし始めたとき、グズリーズはソルフィンの長子スノッリを生んだとされる。スノッリは新世界（アメリカ大陸）で生まれた初のヨーロッパ系人とされる。
ソルフィンが開拓した植民地の所在については、諸説が提唱されている。現カナダの東岸沖にあるニューファンドランド島の北端ランス・オ・メドーで発見されたノルド人遺跡も、その候補地のひとつであるが、これについてはブドウが自生しないニューファンドランド島はヴィンランドでありえない、という批判説のほうが有力である。ある英訳書の付録地図では、ランス・オ・メドーを「レイフの町」(レイフスブディル)と特定し、ソルフィンの航路はそのすぐ近くの島であるビャルン島（「熊島」）を通ったと解釈している。
ある所見によれば、ヴィンランドの植民地には、北のストラウムフィヨルドと、南のホープ（Hóp;「潮だまり」）があった。ホープは、サガ資料によればソルフィンが、野生の麦やブドウをふんだんに収穫できた土地で、ここを越冬地としていたが、交易の相手の原住民と紛争が起こり撤収した、としている。また、ある英訳書の附録地図では、ストラウムフィヨルドをノヴァ・スコシア南岸、ホープをニューヨークとしている。
その後、レイフの腹違いの姉妹フレイディースもヴィンランドへ遠征を行ったが、内紛的な殺戮という大惨事に及んだと『グリーンランド人のサガ』には伝えられている。が、『赤毛のエイリークのサガ』では、フレイディースはソルフィンの一行に加わってヴィンランド行きを果たしたことになっている。

## 綽名
綽名の「カルルセヴニ（カルルスエヴニ）」は、「男（カルル）」の「素材（エヴニ）」と直訳でき、「男の資質/器量」や「とことんの（芯からの/徹底的な）男」などと意訳される。

## サガ資料の史実性
サガ資料である『グリーンランド人のサガ』と『赤毛のエイリークのサガ』（総称「ヴィンランド・サガ」）については、史実性や食い違いの考証がなされているが、『エイリークのサガ』は史実を外れ、ソルフィンの実績を脚色した内容となっている。
例えば、実際はソルフィンがヴィンランドに到達する以前に、レイフやソルヴァルドがヴィンランドを探検し、そのうちソルヴァルドは現地で先住民スクレリングの矢を受け死亡していた。ところが『赤毛のエイリーク』ではソルヴァルドの「死を延期させ」、ソルフィンの遠征に同乗し、その後、「一本脚」族に射かけられて最期を遂げたという設定になっている。
また、『赤毛のエイリークのサガ』では、ソルフィン・カルルセヴニに、新天地のヘルランド、マークランド、キャラルネスなどを命名した功を与えているが、それは『グリーンランド人のサガ』と食い違っており、誤った記述であると考証されている。実際はヘルランドとマークランドはレイフによる命名であり、キャラルネス（竜骨岬）はソルヴァルドが破損した船の竜骨を碑として立てた場所であった。

## 近代美術
20世紀初頭、アイスランド人彫刻家であるエイナル・ヨーンソン (Einar Jónsson) の手により、ソルフィン・カルルセヴニの像がアメリカ合衆国ペンシルベニア州フィラデルフィアに建てられた。